# Saint-Benoît (Alpi dell'Alta Provenza)
Saint-Benoît (San Benedetto in italiano, desueto) è un comune francese di 128 abitanti situato nel dipartimento delle Alpi dell'Alta Provenza nella regione della Provenza-Alpi-Costa Azzurra.

## Società

### Evoluzione demografica
Abitanti censiti